# Kollmoor
Kollmoor est une commune allemande de l'arrondissement de Steinburg, Land de Schleswig-Holstein.

## Géographie
Kollmoor se trouve sur la Stör.

## Personnalités liées à la commune
- Julius Seeth (1863-1939), dompteur de lions.

## Source, notes et références
- (de) Cet article est partiellement ou en totalité issu de l’article de Wikipédia en allemand intitulé « Kollmoor » (voir la liste des auteurs).